# Agapetus karabagi
Agapetus karabagi är en nattsländeart som beskrevs av Cakin 1983. Agapetus karabagi ingår i släktet Agapetus och familjen stenhusnattsländor. Inga underarter finns listade i Catalogue of Life.